# Sistema Sanitario Público de Andalucía
El Sistema Sanitario Público de Andalucía (SSPA) es el ente que engloba a los organismos responsables de la provisión y gestión de los servicios sanitarios de la comunidad autónoma española de Andalucía. Está conformado por el Servicio Andaluz de Salud, principal proveedor, así como por las demás empresas públicas sanitarias y centros concertados adscritos a la Consejería de Salud de la Junta de Andalucía.

## Reseña histórica
En 1981, coincidiendo con la promulgación del Estatuto de Autonomía para Andalucía, se inicia el traspaso de las funciones y servicios en materia sanitaria desde el Instituto Nacional de la Salud (INSALUD) a la Junta de Andalucía, el que sería el nuevo autogobierno de la nación andaluza.
Este proceso de traspaso culmina en 1984 y catorce años después se promulga la Ley 2/1998, de 15 de junio, por la que se dota de un marco jurídico al Sistema Sanitario Público de Andalucía. Este marco normativo se ha ido complementando a lo largo de los años con leyes que conciernen materias tan diversas como la declaración de voluntad vital anticipada, la fecundación in vitro, la libre elección de médico, el derecho a la segunda opinión médica o la dignidad del paciente en el proceso de la muerte.
Desde su creación el SSPA ha ido incorporando organismos proveedores directos de los servicios sanitarios, siendo el primero en fundarse en 1986 el Servicio Andaluz de Salud.

## Objetivos
El Sistema Sanitario Público de Andalucía tiene como objetivo esencial, conforme al Sistema Nacional de Salud y la Constitución española, prestar a los ciudadanos andaluces servicios sanitarios de cobertura universal, gratuitos (financiados a través de impuestos generales) y de calidad.
Asimismo tiene como misión:
- Contribuir sustancialmente a mejorar la salud y el bienestar de toda la población.
- Proporcionar la mejor atención sanitaria a toda la población.
- Asegurar el valor de los recursos.
- Generar y gestionar el conocimiento.

## Organización
La prestación directa de servicios sanitarios se realiza mediante dos niveles de atención: primaria y hospitalaria.

Mapa sanitario de Andalucía.

### Atención primaria
Es el primer nivel de atención e integra la asistencia preventiva, curativa, rehabilitadora y la promoción de la salud. Los servicios de atención primaria están organizados en distritos, integrados a su vez por demarcaciones territoriales denominadas zonas básicas de salud. En cada zona básica de salud se ubican los centros de atención primaria (centros de salud y consultorios médicos), donde se proporciona una asistencia sanitaria en primera instancia. 

### Atención hospitalaria
Es el segundo nivel de atención y atiende a los pacientes que requieren atención sanitaria que no puede ser resuelta por la atención primaria. Asimismo, en ellos se desarrolla docencia e investigación, conformando los llamados hospitales universitarios.

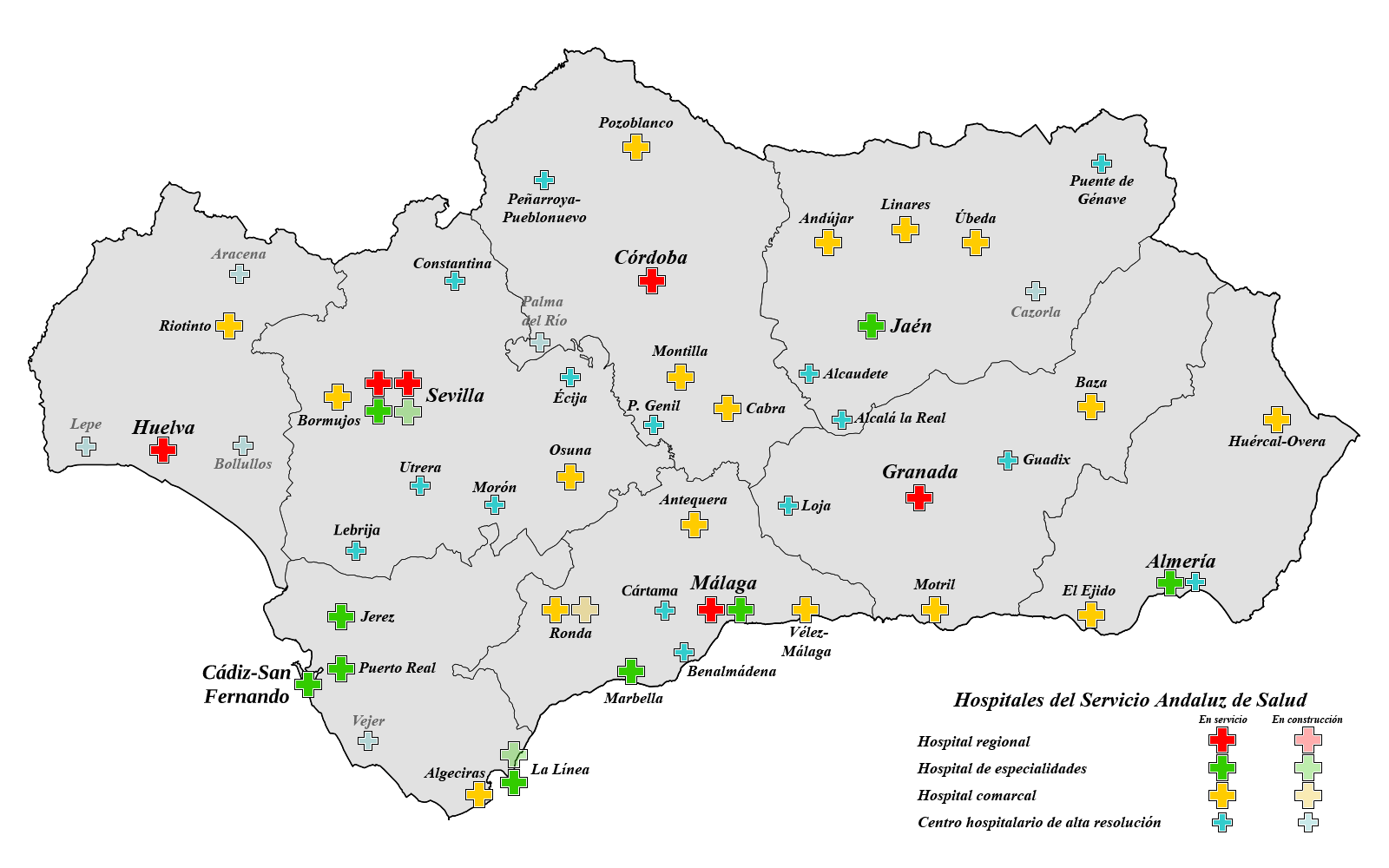
Mapa de hospitales del Sistema Sanitario Público de Andalucía

Los hospitales públicos están divididos, de mayor a menor envergadura, en cuatro categorías:
- Hospitales regionales: son los hospitales de mayor rango y sirven a toda la población de la comunidad autónoma. Ofrecen todas las especialidades de la sanidad pública.
- Hospitales de especialidades: dan servicio a la provincia en la que están situados. Disponen de un mayor número de especialidades que un hospital comarcal.
- Hospitales comarcales: prestan servicio a los núcleos de población cercanos, como máximo a una hora de distancia. Proporcionan las especialidades hospitalarias básicas.
- Centros hospitalarios de alta resolución (CHARE): son centros hospitalarios locales de reciente creación, que tienen como objetivo descongestionar los hospitales de mayor rango y disminuir los tiempos de respuesta mediante la atención especializada básica (consultas por acto único, alternativas a la hospitalización tradicional, cirugía sin ingreso, etc.).

El Sistema Sanitario Público de Andalucía cuenta en la actualidad con 83 centros de atención especializada: 36 de ellos son centros de especialidades de consultas externas y los 47 restantes son hospitales. Los centros hospitalarios se reparten de la siguiente forma:
- Servicio Andaluz de Salud: 29 hospitales
- Agencias Públicas Empresariales: 18 hospitales, repartidos de la siguiente manera:
  - Agencia Sanitaria Costa del Sol: 2 hospitales más un centro especializado
  - Agencia Sanitaria Hospital de Poniente: 4 hospitales
  - Agencia Sanitaria Alto Guadalquivir: 7 hospitales
  - Agencia Sanitaria Bajo Guadalquivir: 4 hospitales

### Áreas de Gestión Sanitaria
Existen dieciséis Áreas de Gestión Sanitaria, modelo de organización que gestiona de forma unitaria los niveles de atención primaria y hospitalaria, en una demarcación territorial específica.
Estas dieciséis Áreas de Gestión Sanitaria en Andalucía son:
- Área de Gestión Sanitaria Norte de Almería
- Área de Gestión Sanitaria Campo de Gibraltar Este
- Área de Gestión Sanitaria Campo de Gibraltar Oeste
- Área de Gestión Sanitaria Norte de Cádiz
- Área de Gestión Sanitaria Norte de Córdoba
- Área de Gestión Sanitaria Sur de Córdoba
- Área de Gestión Sanitaria Nordeste de Granada
- Área de Gestión Sanitaria Sur de Granada
- Área de Gestión Sanitaria Norte de Huelva
- Área de Gestión Sanitaria Norte de Jaén
- Área de Gestión Sanitaria Nordeste de Jaén
- Área de Gestión Sanitaria Este de Málaga-Axarquía
- Área de Gestión Sanitaria Norte de Málaga
- Área de Gestión Sanitaria Serranía de Málaga
- Área de Gestión Sanitaria de Osuna
- Área de Gestión Sanitaria Sur de Sevilla

## Otras entidades

### Entidades asistenciales
- Empresa Pública de Emergencias Sanitarias
- Salud Responde
- Fundación Andaluza para la Integración Social del Enfermo Mental

### Entidades no asistenciales
- Escuela Andaluza de Salud Pública
- Fundación Pública Andaluza Progreso y Salud (FPS), que integra a IAVANTE y ACSA.